# مارگارت روپر
مارگارت روپر (۱۵۴۴–۱۵۰۵) نویسنده و مترجم انگلیسی بود. روپر، دختر ارشد توماس مور، به عنوان یکی از فاضل‌ترین زنان در انگلیس قرن شانزدهم شناخته می‌شود. او برای پارسامنشی، فرزندیِ خلف و همچنین موفقیت‌های علمی‌اش تجلیل می‌شود.  مشهورترین نوشته‌های منتشر شدهٔ روپر، ترجمهٔ کتاب Precatio Dominica (رساله‌ای پیرامون ادعیهٔ مسیح) نوشتهٔ اراسموس از لاتین به انگلیسی است. علاوه بر این، او رساله‌های منظوم و نامه‌های انگلیسی بسیاری و همچنین رساله‌ای به نام چهار نکتهٔ آخر (The Four Last Things) به طبع رساند. او همچنین تاریخ کلیسایی یوسبیوس را از یونانی به لاتینی ترجمه کرد.

## اوان زندگی
مارگارت مور فرزند ارشد سر توماس مور و جوانا «جین» کولت بود. کولت دختر یک نجیب‌زادهٔ اهل اسکس بود که در سال ۱۵۱۱ به علل نامعلوم درگذشت. محتمل است که مارگارت در کلیسای سنت استفان، که روبروی خانهٔ خانوادهٔ مور قرار داشت غسل تعمید یافته باشد. علاوه بر مارگارت، جوانا چهار فرزند دیگر نیز داشت: الیزابت، سیسیل و جان. خانوادهٔ مور اندکی پس از تولد مارگارت، دختر همسایهٔ تازه درگذشته‌ای را نیز به نام مارگارت گیگز، به فرزندی پذیرفتند.
پس از مرگ کولت، مور با آلیس میدلتونِ بیوه ازدواج کرد. ازدواج مور با میدلتون برای مارگارت و خواهر و برادرهایش یک خواهر ناتنی به نام آلیس به همراه آورد. ازدواج آلیس میدلتون و تامس مور فرزندی نداشت. روپر بیشتر دوران کودکی خود را در بارج در باکلزبری سپری کرد. در ۱۵۲۴، خانوادهٔ روپرها و مورها به باتس کلوز در چلسی، میدلسکس نقل مکان کردند. باتس کلوز یک عمارت بزرگ و جادار روبروی رودخانهٔ تیمز بود که توسط سر توماس مور در جایی ساخته شده بود که متعاقب آن به تصرف خانوادهٔ بوفورت درآمد. در آنجا، اراسموس، یکی از دوستان نزدیک مور، روزهای خوش بسیاری را سپری کرد، و هانس هولبین پسر برخی از بهترین پرتره‌های خود را آنجا نقاشی کرد.
روپر اولین توانایی‌های فکری فوق‌العاده‌اش را عمیقاً وقف خداپرستی کرد و از منش او به «دوست داشتنی‌ترین و مهربان‌ترین» استناد می‌کنند. او و خواهران و برادرانش تحت سنت موروثی انسان‌گرایی (اومنیسم) توسط مور و معلم سرخانه‌شان ویلیام گونل تحصیل کردند. روپر در یونانی و لاتینی، نظم و نثر، فلسفه و تاریخ مهارت داشت و از دانش جامعی در موسیقی، علم حساب و برخی علوم دیگر برخوردار بود. مور در نامه‌هایش، به وضوح ابراز تمایل می‌کند که دخترانش را هم به اندازهٔ پسرانش تحصیل دهد. در تربیت فرزندانش، تأکید می‌کرد که بهترین راه برای آموزش زبان، ترجمه است، این موضوع کار روپر را که بعدها به ترجمه روی آورد تسهیل کرد. مور از آموزش دختران در محدودهٔ مشخصی حمایت می‌کرد؛ از دیدگاه او هر کاری که زنان انجام می‌دادند می‌بایست در فضای خصوصی باقی می‌ماند.

## زندگی شخصی
مارگارت در ۱۵۲۱ با ویلیام روپر در الثام، کنت ازدواج کرد و آنها خانه خود را در Well Hall در الثام بنا کردند. او، همانند خانواده‌اش، پیرو اخلاق و اصول کلیسای کاتولیک روم بود. گفته می‌شود با ازدواج با ویلیام، که یک لوترین بود، وی را به آیین پدرانش بازگرداند. ویلیام، پسر جان روپر، یک کارمند عالی‌رتبهٔ دادگاه و مالک ملک بزرگی در الثام بود. روپر و همسرش پنج فرزند داشتند: الیزابت (۱۵۶۰–۱۵۲۳)، مارگارت (۱۵۸۸–۱۵۲۰)، توماس (۱۵۹۸–۱۵۳۳)، مری (مرگ:۱۵۷۲) و آنتونی (۱۵۹۷–۱۵۴۴). دختر سوم روپر، مری نیز به خاطر ترجمه‌هایش مشهور است. ویلیام روپر (که توماس مور او را «پسر روپر» می‌خواند) اولین زندگینامهٔ این دولتمرد را به طبع رساند، اما ادای احترام وی به پدرِ همسرش به قدر تلاشهایی که همسر او مارگارت برای پدرش کشید در یادها نمانده‌است. زندگی‌نامهٔ توماس مور نوشتهٔ ویلیام روپر از آن جهت حائز اهمیت است که ویلیام از نزدیک شاهد اختلاف نظر مشهور هنری هشتم و مور بوده‌است.

## زندگی شغلی
روپر اولین زن غیر سلطنتی بود که ترجمه‌ای را منتشر کرد. این ترجمهٔ او از اثر لاتین، Precatio Dominica نوشتهٔ اراسموس بود. اراسموس آنچنان تحت تأثیر مهارتهای او قرار گرفته بود که کتاب تفسیری از سرودهای پرودنتیوس را به او تقدیم کرد. گفته می‌شود اراسموس نوشتن کتابٰ The Praise of Folly (ستایش دیوانگی) را بیشتر در بازدیدهای باکلزبری انجام داده‌است. او در ستایش دیوانگی، به تفصیل از توماس مور و دوستی‌اش با او یاد می‌کند. در ۱۵۲۴، روپر ترجمه‌ای از اندیشه‌های اراسموس دربارهٔ ادعیهٔ مسیح را نیز به پایان رساند.
In a letter, Roper mentions her poems, but none are extant. Lost work of Roper's also include her Latin and Greek verses, Latin speeches, her imitation of Quintilian, and her treatise, The Four Laste Thynges.

## کارهای برجسته
ترجمه‌های روپر را می‌توان عاملی جهت تسهیل بحث معاصر میان کاتولیک‌ها و پروتستان‌ها دانست. جیمی گودریچ، نویسنده مترجمان وفادار: نویسندگی، جنسیت و مذهب در بدو انگلستان مدرن، به بررسی این رابطه توسط ترجمهٔ روپر می‌پردازد. در میانهٔ گفتمان اراسموس مبنی بر اینکه آیا او از گسترش لوترانیسم حمایت یا آن را رد می‌کند، ترجمهٔ روپر از رسالهٔ اراسموس موشکافانه مورد بررسی قرار می‌گیرد و به آن به عنوان مدرکی مبنی بر حمایت مقامات انگلیسی از اراسموس استناد می‌شود.

## در ارتباط با توماس مور
رابطهٔ روپر با پدرش، توماس مور، مشهور است و اغلب از آن به عنوان نمونه‌ای از وفاداری خانوادگی یاد می‌شود. مور اغلب از روپر به عنوان «عزیزترین مگ من» یاد می‌کرد.
روپر در دوران حبس مور در برج لندن مرتب به ملاقات او می‌رفت. تامس کرامول به این بازدیدها رضایت می‌داد به این امید که روپر پدرش را به پذیرش قدرت مطلقهٔ پادشاه ترغیب کند و از اعدام جلوگیری شود. روپر طی بازدیدهای خود از مور، نامه‌ها و چیزهای دیگری را به داخل و خارج از برج قاچاق می‌کرد. از روپر به خاطر پروندهٔ به جا مانده از نامه‌های دست‌نوشتهٔ مور در برج لندن تقدیر می‌شود.
توماس مور در ۱۵۳۵ به دلیل امتناع از به رسمیت شناختن ازدواج جدید هنری هشتم و عدم بیعت با او به عنوان ریاست کلیسای انگلستان (۱۵۳۴)، گردن زده شد. پس از آن، سرِ او را به مدت یک ماه بر روی سرنیزه در پل لندن آویزان کردند. روپر با رشوه دادن به مردی که بنا بود آن را به رودخانه بیندازد سر مور را پس گرفت. او آن را تا زمان مرگ در سن ۳۹ سالگی در ۱۵۴۴ حفظ کرد. پس از مرگ وی، ویلیام روپر مسئولیت نگهداری از سر را بر عهده گرفت و آن را با او دفن کردند.
پس از اعدام مور، نزدیکان و بستگان او را نیز خائن انگاشتند. روپر با استخدام جان هریس منشی قدیمی مور، به جمع‌آوری و بازآفرینی نوشته‌های مور اقدام نمود تا با استفاده از نوشته‌های خود او، برائت او از خیانت را ثابت و نامش را از این اتهامات پاک کند.

## مرگ
روپر در ۱۵۴۴ درگذشت و در کلیسای چلسی به خاک سپرده شد، «احتمالاً به همراه سر پدرش». شوهرش که سی و سه سال بعد از مرگ او زنده ماند، هرگز دوباره ازدواج نکرد و با وقف زندگی خود به آموختن، نیکوکاری و تقوا، یاد و خاطرهٔ او را زنده نگهداشت. پس از مرگ شوهرش، روپر درمقبره‌ای متعلق به خانوادهٔ روپر، در قبرستان سنت دانستن، کانتربری به خاک سپرده شد.

## در فرهنگ عامه
لرد آلفرد تنیسون، در کتاب رؤیای زنان عادل، از مارگارت روپر به عنوان نماد وفاداری و عشق خانوادگی یاد می‌کند.
در نمایش مشهور رابرت بولت "مردی برای تمام فصول "، مارگارت و ویلیام روپر شخصیتهای اصلی بودند. بولت در این نمایش روپر را دوشیزه‌ای زیرک و مقتدر و بیست و چند ساله توصیف می‌کند. در فیلم مردی برای تمام فصول (۱۹۶۶)، سوزانا یورک نقش او را ایفا می‌کند.
در نمایش تلویزیونی تودروها (The Tudors) در ۲۰۰۷ که به سلطنت هنری هشتم می‌پردازد، جما ریوز نقش مارگارت روپر را بازی می‌کند. این نمایش اندکی بیشتر به مخالفت مور با هنری هشتم می‌پردازد.
در Wolf Hall، از مینی‌سریال‌های انگلیسی ۲۰۱۵، اما هیدلستون روپر را با پدرش هنگام کار بر روی ترجمه‌ها و مکاتبات خود، و همچنین مکالمات محافظه‌کارانه و خطرناکش با توماس کرومول به تصویر کشیده‌است.